# سعادت‌آباد (فیلم)
سعادت‌آباد فیلمی به کارگردانی مازیار میری، نویسندگی امیر عربی و تهیه‌کنندگی همایون اسعدیان محصول سال ۱۳۸۹ است.

## خلاصه داستان
یاسی (لیلا حاتمی) که در زندگی مشترک با محسن (حامد بهداد) دچار تردیدهایی شده است، تصمیم می‌گیرد برای او جشن تولّدی بگیرد و خاطراتی را یادآوری کند. او برای بهتر برگزار کردن مهمانی همه چیز را از قبل پیش‌بینی می‌کند، غافل از این که شرایط به خواستهٔ او پیش نمی‌رود.
فیلم در سکانس آخر به خیانت در زناشویی می‌پردازد؛ که این سکانس آخر از فیلم در نسخهٔ DVD آن حذف شده است. و بینندگان از مطلع شدنِ پایان فیلم و داستانِ یاسی و محسن محروم می‌مانند.
در این سکانس حذف شده، رابطه پنهانیِ محسن (حامد بهداد) با پرستار کودکشان به نمایش گذاشته شده‌بود.

## بازیگران
| بازیگر         | نقش    | توضیحات               |
| -------------- | ------ | --------------------- |
| لیلا حاتمی     | یاسی   | همسر محسن، مادر شیرین |
| حامد بهداد     | محسن   | همسر یاسی، پدر شیرین  |
| مهناز افشار    | لاله   | همسر علی              |
| هنگامه قاضیانی | تهمینه | همسر بهرام            |
| حسین یاری      | بهرام  | همسر تهمینه           |
| امیر آقایی     | علی    | همسر لاله             |
| مینا ساداتی    | مینا   | پرستار شیرین          |
| ری‌را میری      | شیرین  | دختر محسن و یاسی      |

## جوایز

### بیست و نهمین دوره جشنواره فیلم فجر
| قسمت                      | نامزد       | نتیجه |
| ------------------------- | ----------- | ----- |
| بهترین بازیگر نقش مکمل زن | مهناز افشار | برنده |

- تندیس شایستگی بهترین تدوین از پانزدهمین جشن سینمای ایران برای محمدرضا مویینی